# Le Klint 368
 Der er for få eller ingen kildehenvisninger i 

Der mangler et grundlag at vurdere lampen på.
 Det er ikke nok at påstå at den er tidløs, flot, populær og en kassesucces, hvilket er et problem. Du kan hjælpe ved at angive troværdige kilder til de påstande, som fremføres.

Le Klint 368 er en gulvlampe produceret af virksomheden Le Klint. Lampen er designet af arkitekten Flemming Agger. Lampen blev lanceret på messen i Göteborg i 1979. Standerlampen 368 i sort er en af de bedst solgte standerlamper i Le Klints historie.
Lampen er en meget enkelt og tidløs standerlampe med en flot hvid plisse skærm, der er fremstillet i plastik materiale og kan vippes. Selve lampen er fremstillet af pulverlakeret stål, der er blevet lakeret med sort. Lampen er meget populær på grund af dens meget enkle og fascinerende design.